# Stu Cook
Stuart Alden Cook (25 de abril de 1945) é um baixista americano, mais conhecido por ser membro da banda de rock Creedence Clearwater Revival (CCR), da qual é membro do Rock and Roll Hall of Fame.

## Carreira
Cook, junto com Doug Clifford e os irmãos Tom e John Fogerty, cresceram em El Cerrito, Califórnia, onde todos os quatro estudaram na El Cerrito High School. Cook, Clifford e John Fogerty formaram uma banda no colégio que mais tarde se tornou Creedence Clearwater Revival depois que Tom entrou. Além disso, Cook frequentou a San Jose State University ao lado de Doug Clifford.
Em meados da década de 1970, após a dissolução da CCR, Cook e Clifford se juntaram à Don Harrison Band, que lançou dois álbuns.
Em 1979, Cook produziu 15 músicas de Roky Erickson and the Aliens, que foram lançadas em 1980 em dois LPs com ordens de execução diferentes, The Evil One e I Think of Demons.
De 1986 a 1991, Cook foi membro da banda country Southern Pacific. Com a Southern Pacific, Cook fez um cover da canção de Erickson "It's a Cold Night for Alligators" para o álbum tributo Where the Pyramid Meets the Eye: A Tribute to Roky Erickson.
Cook foi introduzido no Hall da Fama do Rock and Roll em 1993. Também em 1993, Cook fez o teste para o papel de baixista dos Rolling Stones após a saída de Bill Wyman. Mais tarde, Cook se reuniu com Clifford, formando a banda Creedence Clearwater Revisited em 1995.

## Discografia
Don Harrison Band
- The Don Harrison Band (1976)
- Red Hot (1977)

Roky Erickson and the Aliens
- Roky Erickson and the Aliens (1980)
- The Evil One (1981)

Southern Pacific
- Killbilly Hill (1986)
- Zuma (1988)
- County Line (1990)
- Greatest Hits (1991)

Creedence Clearwater Revisited
- Recollection (1998)

Stu Cook / Keith Knudsen / John McFee
- Jackdawg (2009; gravado em 1990)

### Outras aparições
| Ano  | Artista              | Álbum                    | Comentário                                               |
| ---- | -------------------- | ------------------------ | -------------------------------------------------------- |
| 1972 | Mark Spoelstra       | This House               | Guitarra rítmica                                         |
| 1972 | Doug Clifford        | Cosmo                    | Guitarra rítmica                                         |
| 1974 | Doug Sahm            | Groover's Paradise       | Baixo                                                    |
| 1974 | Tom Fogerty          | Zephyr National          | Baixo                                                    |
| 1974 | Tom Fogerty          | Myopia                   | Baixo                                                    |
| 1978 | Russell DaShiell     | Elevator                 | Baixo                                                    |
| 1981 | The Explosives       | Three Ring Circus        | Baixo                                                    |
| 1982 | Baron Stewart        | In Temperature Rising    | Baixo e produtor                                         |
| 1983 | Sir Douglas Quintet  | Midnight Sun             | Baixo                                                    |
| 1985 | Greg Gumbel          | California Republic      | Baixo, guitarra base, pandeiro, backing vocal e produtor |
| 1994 | Quinteto Sir Douglas | Day Dreaming at Midnight | Baixo                                                    |
| 1995 | Peter Lewis          | Peter Lewis              | Baixo e produtor                                         |